# Parlamentní volby na Slovensku 2020
Volby do Národní rady Slovenské republiky 2020 se konaly v sobotu 29. února 2020. Poměrným systémem s 5% uzavírací klauzulí bylo voleno všech 150 poslanců Národní rady v jednom volebním obvodě zahrnujícím celé Slovensko. Voleb se mohlo účastnit okolo 4 445 000 voličů včetně Slováků žijících v zahraničí. Počet Slováků v zahraničí se odhaduje na 300 000. Přes 86 000 voličů v zahraničí požádalo o možnost volit korespondenčně. Velké množství Slováků pobývajících v České republice odvolilo v Kútech na československé hranici.

## Výsledky voleb
Podle exit pollu společnosti Median ve volbách zvítězilo hnutí OĽaNO s 25,2 % hlasů následované SMER-SD s 13,9 % a hranici 5 % překročili ještě ĽSNS, koalice PS a SPOLU, Sme rodina, SaS, ZA ĽUDÍ a KDH. Podle exit pollu společnosti Focus zvítězilo také hnutí OĽaNO s 25,8 % následované SMER-SD s 14,9 % a hranici 5 % překročily stejné strany jako u pollu společnosti Median.
Dle výsledků voleb zvítězilo hnutí OĽaNO s 25,03 % hlasů, následuje strana SMER-SD s 18,29 % a hnutí Sme rodina s 8,24 %, hranici 5 % překročily strany ĽSNS, SaS, a překročila koalici PS a Spolu a ZA ĽUDÍ, avšak koalice PS a Spolu se do NR nedostala, neboť potřebovala 7 % hlasů.
|                        | OĽaNO        | SMER-SD          | Sme rodina   | ĽSNS           | PS a SPOLU    | SaS           | ZA ĽUDÍ      |
| ---------------------- | ------------ | ---------------- | ------------ | -------------- | ------------- | ------------- | ------------ |
| Volební lídr           | Igor Matovič | Peter Pellegrini | Boris Kollár | Marian Kotleba | Michal Truban | Richard Sulík | Andrej Kiska |
| Počet hlasů            | 721 166      | 527 172          | 237 531      | 229 660        | 200 780       | 179 246       | 166 325      |
| Podíl                  | 25,02 % ▲    | 18,29 % ▼        | 8,24 % ▲     | 7,97 % ▼       | 6,96 % ▬      | 6,22 % ▼      | 5,77 % ▬     |
| Počet mandátů          | 53           | 38               | 17           | 17             | –             | 13            | 12           |
| Předchozí volby (2016) | 11,02 % (19) | 28,28 % (49)     | 6,62 % (11)  | 8,04 % (14)    | nová strana   | 12,10 % (21)  | nová strana  |

### Celkové výsledky
|                           |                                                                                       |           |       |                 |         |         |
| Subjekt                   | Subjekt                                                                               | Hlasy     | Hlasy | Hlasy           | Mandáty | Mandáty |
| Subjekt                   | Subjekt                                                                               | Počet     | %     | ±               | Počet   | ±       |
|                           | OBYČAJNÍ ĽUDIA a nezávislé osobnosti (OĽANO), NOVA, Kresťanská únia (KÚ), ZMENA ZDOLA | 721 166   | 25,02 | +14,00          | 53      | +34     |
|                           | SMER – sociálna demokracia                                                            | 527 172   | 18,29 | -9,99           | 38      | -11     |
|                           | Sme rodina                                                                            | 237 531   | 8,24  | +1,62           | 17      | +6      |
|                           | Kotlebovci – Ľudová strana Naše Slovensko                                             | 229 660   | 7,97  | -0,07           | 17      | +3      |
|                           | Koalice Progresívne Slovensko a SPOLU – občianska demokracia                          | 200 780   | 6,96  | nová            | 0       |         |
|                           | Sloboda a Solidarita                                                                  | 179 246   | 6,22  | -5,88           | 13      | -8      |
|                           | ZA ĽUDÍ                                                                               | 166 325   | 5,77  | nová            | 12      |         |
|                           | Kresťanskodemokratické hnutie                                                         | 134 099   | 4,65  | -0,29           | 0       |         |
|                           | Magyar Közösségi Összefogás – Maďarská komunitná spolupatričnosť                      | 112 662   | 3,90  | nová            | 0       |         |
|                           | Slovenská národná strana                                                              | 91 171    | 3,16  | -5,48           | 0       |         |
|                           | DOBRÁ VOĽBA                                                                           | 88 220    | 3,06  | nová            | 0       |         |
|                           | VLASŤ                                                                                 | 84 507    | 2,93  | nezúčastnila se | 0       |         |
|                           | Most-Híd                                                                              | 59 174    | 2,05  | -4,45           | 0       |         |
|                           | Socialisti.sk                                                                         | 15 925    | 0,55  | nová            | 0       |         |
|                           | MÁME TOHO DOSŤ !                                                                      | 9 260     | 0,32  | nová            | 0       |         |
|                           | Slovenská ľudová strana Andreja Hlinku                                                | 8 191     | 0,28  | nezúčastnila se | 0       |         |
|                           | Demokratická strana                                                                   | 4 194     | 0,14  | nezúčastnila se | 0       |         |
|                           | SOLIDARITA – Hnutie pracujúcej chudoby                                                | 3 296     | 0,11  | nezúčastnila se | 0       |         |
|                           | STAROSTOVIA A NEZÁVISLÍ KANDIDÁTI                                                     | 2 018     | 0,07  | nezúčastnila se | 0       |         |
|                           | Slovenské Hnutie Obrody                                                               | 1 966     | 0,06  | nezúčastnila se | 0       |         |
|                           | HLAS ĽUDU                                                                             | 1 887     | 0,06  | nezúčastnila se | 0       |         |
|                           | Práca slovenského národa                                                              | 1 261     | 0,04  | nezúčastnila se | 0       |         |
|                           | 99 % – občiansky hlas                                                                 | 991       | 0,03  | nezúčastnila se | 0       |         |
|                           | Slovenská liga                                                                        | 809       | 0,02  | nezúčastnila se | 0       |         |
|                           | Hlas pravice                                                                          | -         | -     | odstoupila      | -       | -       |
|                           |                                                                                       |           |       |                 |         |         |
| Celkem                    | Celkem                                                                                | 2 881 511 | 100   | —               | 150     | —       |
| Registrovaní voliči/Účast | Registrovaní voliči/Účast                                                             | 4 432 419 | 65,80 | —               | —       | —       |

## Průběh voleb
Termín konání voleb byl oznámen na 29. února 2020, od 7:00 do 22:00. Ve dvou hlasovacích místnostech bylo hlasování o hodinu prodlouženo kvůli úmrtí členky volební komise (ve Veľkém Krtíši) a úmrtí voliče (v Banské Bystrici). Konečné výsledky voleb byly oznámeny 1. března dopoledne.

## Kandidující politické subjekty

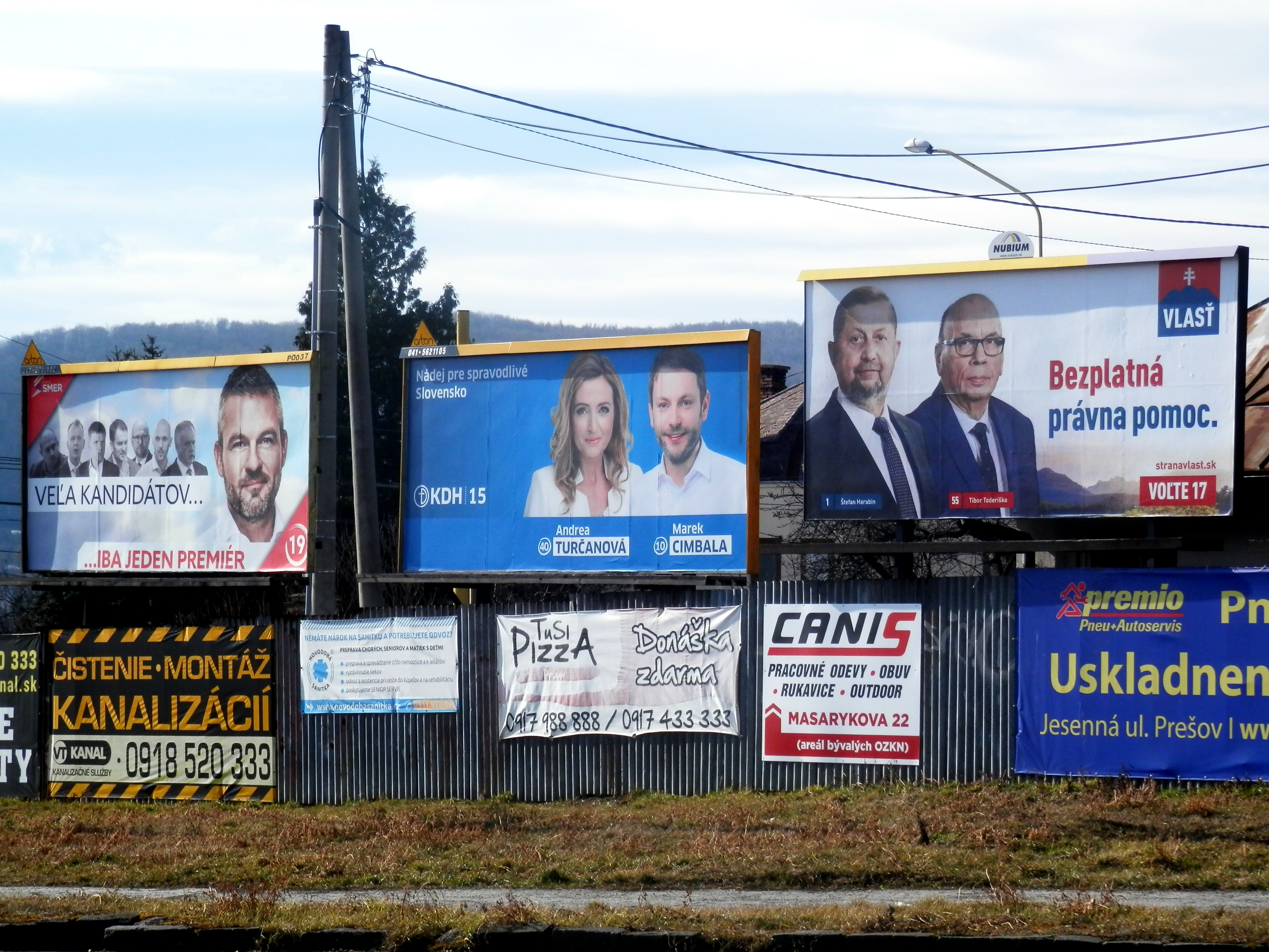
Předvolební bilboardy v Prešově

Seznam kandidujících stran, hnutí a koalic s vylosovanými pořadovými čísly:
1. Slovenská ľudová strana (SĽS)
2. Dobrá voľba (Dobrá voľba)
3. Sloboda a Solidarita (SaS)
4. SME RODINA – Boris Kollár (Sme rodina)
5. Slovenské Hnutie Obrody (SHO)
6. ZA ĽUDÍ (ZA ĽUDÍ)
7. MÁME TOHO DOSŤ !
8. Hlas pravice
9. Slovenská národná strana (SNS)
10. Demokratická strana (DS)
11. OBYČAJNÍ ĽUDIA a nezávislé osobnosti, NOVA, Kresťanská únia, ZMENA ZDOLA (OĽaNO-NOVA-KÚ-ZMENA ZDOLA)
12. Koalice Progresívne Slovensko a SPOLU – občianska demokracia (PS a SPOLU)
13. Starostovia a nezávislí kandidáti
14. 99% – občiansky hlas
15. Kresťanskodemokratické hnutie (KDH)
16. Slovenská liga
17. VLASŤ (VLASŤ)
18. Most-Híd (Most-Híd)
19. SMER – sociálna demokracia (SMER-SD)
20. SOLIDARITA – Hnutie pracujúcej chudoby (SOLIDARITA)
21. HLAS ĽUDU
22. Magyar Közösségi Összefogás – Maďarská komunitná spolupatričnosť (MKÖ-MKS)
23. Práca slovenského národa
24. Kotlebovci – Ľudová strana Naše Slovensko (ĽSNS)
25. Socialisti.sk

## Předvolební průzkumy
| Datum                    | Agentura                                                  | Vzorek voličů                                             | SMER–SD                                                   | SaS                                                       | OĽaNO                                                     | SNS                                                       | ĽSNS                                                      | Sme Rodina                                                | Most-Híd                                                  | KDH                                                       | MKÖ-MKS                                                   | PS                                                        | SPOLU                                                     | ZA ĽUDÍ                                                   | Dobrá voľba                                               | VLASŤ                                                     | Náskok                                                    |   |   |   |        |
| ------------------------ | --------------------------------------------------------- | --------------------------------------------------------- | --------------------------------------------------------- | --------------------------------------------------------- | --------------------------------------------------------- | --------------------------------------------------------- | --------------------------------------------------------- | --------------------------------------------------------- | --------------------------------------------------------- | --------------------------------------------------------- | --------------------------------------------------------- | --------------------------------------------------------- | --------------------------------------------------------- | --------------------------------------------------------- | --------------------------------------------------------- | --------------------------------------------------------- | --------------------------------------------------------- | - | - | - | ------ |
| Datum                    | Agentura                                                  | Vzorek voličů                                             | 1. – 23. leden 2019                                       | Focus                                                     | 1 013                                                     | 22,5 %                                                    | 12,3 %                                                    | 10,0 %                                                    | 8,0 %                                                     | 8,4 %                                                     | 10,4 %                                                    | 5,8 %                                                     | 7,0 %                                                     | 3,4 %                                                     | 4,9 %                                                     | 3,5 %                                                     | Náskok                                                    | — | — | — | 10,2 % |
| 17. – 19. leden 2020     | AKO                                                       | 1 000                                                     | 17,1 %                                                    | 5,6 %                                                     | 10,0 %                                                    | 6,3 %                                                     | 12,4 %                                                    | 7,9 %                                                     | 4,2 %                                                     | 5,5 %                                                     | 3,2 %                                                     | 10,2 %                                                    | 10,2 %                                                    | 10,0 %                                                    | 3,4 %                                                     | 2,3 %                                                     | 4,7 %                                                     |   |   |   |        |
| 15. – 22. leden 2020     | Focus                                                     | 1 013                                                     | 18,0 %                                                    | 5,5 %                                                     | 9,0 %                                                     | 5,2 %                                                     | 12,8 %                                                    | 7,6 %                                                     | 4,4 %                                                     | 5,7 %                                                     | 4,0 %                                                     | 9,8 %                                                     | 9,8 %                                                     | 10,8 %                                                    | 4,0 %                                                     | 2,0 %                                                     | 5,2 %                                                     |   |   |   |        |
| 23. – 30. leden 2020     | Polis                                                     | 1 109                                                     | 17,1 %                                                    | 5,2 %                                                     | 12,0 %                                                    | 5,5 %                                                     | 11,1 %                                                    | 6,3 %                                                     | 4,8 %                                                     | 5,5 %                                                     | 3,5 %                                                     | 9,1 %                                                     | 9,1 %                                                     | 10,0 %                                                    | 4,6 %                                                     | 3,9 %                                                     | 5,1 %                                                     |   |   |   |        |
| 30. leden – 5. únor 2020 | Kantar                                                    | 1 052                                                     | 19,6 %                                                    | 6,4 %                                                     | 16,3 %                                                    | 4,2 %                                                     | 9,8 %                                                     | 9,8 %                                                     | 1,7 %                                                     | 3,1 %                                                     | 1,4 %                                                     | 11,5 %                                                    | 11,5 %                                                    | 8,9 %                                                     | 3,0 %                                                     | 2,5 %                                                     | 3,3 %                                                     |   |   |   |        |
| 3. – 6. únor 2020        | AKO                                                       | 1 000                                                     | 17,3 %                                                    | 5,8 %                                                     | 13,5 %                                                    | 5,1 %                                                     | 11,8 %                                                    | 6,4 %                                                     | 4,5 %                                                     | 5,3 %                                                     | 3,2 %                                                     | 8,7 %                                                     | 8,7 %                                                     | 9,5 %                                                     | 4,1 %                                                     | 2,2 %                                                     | 3,8 %                                                     |   |   |   |        |
| 6. – 12. únor 2020       | Focus                                                     | 1 005                                                     | 17,0 %                                                    | 5,3 %                                                     | 13,3 %                                                    | 4,4 %                                                     | 12,2 %                                                    | 7,8 %                                                     | 4,2 %                                                     | 5,4 %                                                     | 3,9 %                                                     | 9,3 %                                                     | 9,3 %                                                     | 8,2 %                                                     | 4,0 %                                                     | 3,2 %                                                     | 3,7 %                                                     |   |   |   |        |
| 11. – 13. únor 2020      | Actly                                                     | 1 502                                                     | 20,9 %                                                    | 4,6 %                                                     | 12,6 %                                                    | 5,0 %                                                     | 12,4 %                                                    | 7,1 %                                                     | 2,6 %                                                     | 5,9 %                                                     | 3,8 %                                                     | 8,3 %                                                     | 8,3 %                                                     | 7,8 %                                                     | 3,5 %                                                     | 3,6 %                                                     | 8,3 %                                                     |   |   |   |        |
| 11. – 13. únor 2020      | AKO                                                       | 1 000                                                     | 16,9 %                                                    | 6,1 %                                                     | 15,5 %                                                    | 5,0 %                                                     | 10,3 %                                                    | 7,2 %                                                     | 4,7 %                                                     | 5,3 %                                                     | 3,0 %                                                     | 9,4 %                                                     | 9,4 %                                                     | 8,9 %                                                     | 4,3 %                                                     | 1,5 %                                                     | 1,4 %                                                     |   |   |   |        |
| 15. únor 2020            | Začátek platnosti 14denního moratoria na volební průzkumy | Začátek platnosti 14denního moratoria na volební průzkumy | Začátek platnosti 14denního moratoria na volební průzkumy | Začátek platnosti 14denního moratoria na volební průzkumy | Začátek platnosti 14denního moratoria na volební průzkumy | Začátek platnosti 14denního moratoria na volební průzkumy | Začátek platnosti 14denního moratoria na volební průzkumy | Začátek platnosti 14denního moratoria na volební průzkumy | Začátek platnosti 14denního moratoria na volební průzkumy | Začátek platnosti 14denního moratoria na volební průzkumy | Začátek platnosti 14denního moratoria na volební průzkumy | Začátek platnosti 14denního moratoria na volební průzkumy | Začátek platnosti 14denního moratoria na volební průzkumy | Začátek platnosti 14denního moratoria na volební průzkumy | Začátek platnosti 14denního moratoria na volební průzkumy | Začátek platnosti 14denního moratoria na volební průzkumy | Začátek platnosti 14denního moratoria na volební průzkumy |   |   |   |        |
| Datum                    | Agentura                                                  | Vzorek voličů                                             |                                                           |                                                           |                                                           |                                                           |                                                           |                                                           |                                                           |                                                           |                                                           |                                                           |                                                           |                                                           |                                                           |                                                           | Náskok                                                    |   |   |   |        |
| Datum                    | Agentura                                                  | Vzorek voličů                                             | SMER–SD                                                   | SaS                                                       | OĽaNO                                                     | SNS                                                       | ĽSNS                                                      | Sme Rodina                                                | Most-Híd                                                  | KDH                                                       | MKÖ-MKS                                                   | PS                                                        | SPOLU                                                     | Za ľudí                                                   | Dobrá voľba                                               | VLASŤ                                                     | Náskok                                                    |   |   |   |        |